# Set cases a França
Set cases a França és una novel·la escrita originàriament en euskera per l'escriptor Bernardo Atxaga amb el títol Zazpi etxe Frantzian, publicada el 2009 per l'Editorial Alfaguara simultàniament en les quatre llengües d'Espanya. Fou traduïda i publicada al mateix any per la mateixa editorial en català amb traducció de Núria Pujol i Xavier Theros. Amb la novel·la, l'autor ha volgut denunciar implícitament els valors que tradicionalment han sigut predominants en la societat actual: la violència i la masculinitat. Era una de les traduccions amb més èxit del Sant Jordi del 2009. Atxaga va ser convidat per donar el pregó de Sant Jordi al Saló del Cent, com final d'un gir de xerrades sobre el llibre.

## Argument
Yangami, vora el riu Congo, principis del segle XX durant l'ocupació belga d'aquesta colònia. El campament militar de la Force Publique el regeix el capità Lalande Biran, un poeta mediocre mig aristocràtic, amb somnis de grandesa que només treballa per satisfer els desitjos de la seva dona de tenir set cases en set llocs claus de França, quan el que realment voldria és dedicar-se a l'escriptura i viure a París. Per aconseguir les cases es dedica a comerciar il·legalment amb fusta de caoba i ullals d'ivori.
Al seu voltant apareixen una nòmina de personatges entre absurds, ambiciosos i trastocats per les llargues estades a la selva. Destaca el tinent Cocó Van Thiegel, exlegionari, bipolar a causa de l'alcohol i amb diverses malalties venèries, frustrat per l'arribada d'un nou oficial, Chrysostome Liège, molt millor tirador que ell, però reservat i taciturn i de qui intenta burlar-se sense que això faci mal al nou oficial. El servent Donatien, una mica curt, els altres oficials i els Àscaris, així com els recol·lectors de cautxú…
En aquest món tancat que és la selva es van mostrant tots amb els seus defectes, les ambicions i els desitjos de retorn. Fins que l'aparició d'una nadiua, més clara que la resta, de qui Chrysostome s'enamora i que és violada i morta per Van Thiegel, precipiten els esdeveniments. El pare de la noia, Livo, servent del campament belga, decideix matar els tres responsables, el tinent, el capità i el servent Donatien. El primer, però, sobreviurà a la trampa amb una serp verinosa que Livo els tenia preparada, ara bé, no sobreviu al duel amb Chrysostome.
En general, l'obra mostra com en un ambient llunyà i solitari, avorrit fins i tot, els homes acaben mostrant les seves pitjors facetes i els pitjors vicis. La novel·la «fuig de la crònica melangiosa o de la denúncia vehement; busca, en canvi, per mitjà de l'amor i l'aventura, la metàfora que parla del costat sinistre del nostre món».